# 国防保安法
国防保安法（こくぼうほあんほう、昭和16年3月7日法律第49号）は、政治的な国家機密の保護に関する日本の法律である。
1941年（昭和16年）に公布・施行された。

## 概要
目的は国家機密のうち、政治的な機密を保護することにあった。1941年（昭和16年）3月7日に公布され、5月10日に施行された。そして、同年5月12日から、外地も含めて全国一斉に防諜週間が始まった。
法律の対象は、御前会議、枢密院会議、閣議ならびにそのために準備した事項を含む国家機密の漏洩、その他通敵を目的とする諜報活動、治安を害する事項の流布、国民経済の運行の妨害および妨害未遂、教唆、扇動、予備または陰謀などである。最高刑は死刑が適用された。
刑事手続きにおいては検事に広範な強制捜査権を与えた。裁判は原則として二審制で、弁護人の選任および人数も制限された。
第二次世界大戦後の1945年（昭和20年）10月13日、GHQ指令を受け、ポツダム命令である国防保安法廃止等ニ関スル件（昭和20年勅令第568号）により廃止された。